# Bolbocaffer caffrum
Bolbocaffer caffrum är en skalbaggsart som beskrevs av Karl Henrik Boheman 1857. Bolbocaffer caffrum ingår i släktet Bolbocaffer och familjen Bolboceratidae. Inga underarter finns listade.